# 三記站
三記輕軌站（英語：Sam Kee LRT Station，代號PW1）是榜鵝輕軌上的一個車站，由新捷運經營。此站因並不位於路中心，故設計與其他輕軌站有所不同。車站入口正對着榜鵝水上公園和SAFRA榜鵝俱樂部。

## 取名
本站取名三記輕軌站因為本站附近曾有同名村莊。

## 歷史
2016年2月18日，新捷運宣佈將會開放車站，並在2月29日正式開放。

## 車站結構
| L3 | 1站台              | 榜鵝輕軌 A線經西環外圈往榜鵝方向（榜鵝站） |
| L3 | 島式月台，右側開門 |                                            |
| L3 | 2站台              | 榜鵝輕軌 B線經西環內圈往榜鵝方向（德利站） |
| L2 | 職員專用           | 職員專用                                   |
| L1 | 地面               | 驗票口、自動售票機、巴士站                 |

## 出口
| 出口編號 | 建議前往的目的地 | 照片 |
| -------- | ---------------- | ---- |
| A        |                  |      |
| B        |                  |      |